# TS Polonia Piła
TS Polonia Piła – polski klub żużlowy z Piły. 1-krotny drużynowy mistrz Polski.
W rozgrywkach ligowych brał udział w latach 1993–2003. W sezonie 2004 do rozgrywek przystąpił PKŻ Polonia.

## Historia
Na początku lat 90. Marek Wieczorek, który był wówczas prezesem klubu Polonia Piła w Federacji Sportu, podjął kroki w celu reaktywowania w Pile drużyny żużlowej. W grudniu 1990 roku odbyło się zebranie założycielskie Fundacji Odbudowy Toru Żużlowego w Pile.
Na początku 1992 roku KS Polonia Piła został zgłoszony do rozgrywek II ligi, gdzie zajął czwarte miejsce. W 1993 w rozgrywkach występowało TS Polonia Piła, zajmując trzecie miejsce. W sezonie 1994 zespół awansował do I ligi.
Pierwszy sezon w najwyższej klasie rozgrywkowej pilanie skończyli na 4. miejscu. W 1996 i 1997 roku klub zdobył brązowe medale DMP. W sezonie 1998 Polonia zdobyła wicemistrzostwo Polski, przegrywając w finale z imienniczką z Bydgoszczy, zaś w kolejnym sezonie drużynowe mistrzostwo Polski. Te sukcesy klub zawdzięcza głównie czterokrotnemu mistrzowi świata Hansowi Nielsenowi, który w sezonie 1994 przeszedł do Polonii. Po sezonie 1999, uwieńczonym złotym medalem, Hans Nielsen zakończył karierę. W sezonie 2000 Polonia, już bez Nielsena w składzie, w zreformowanej Ekstralidze zdobyła wicemistrzostwo Polski.
Od sezonu 2001 w klubie działo się tylko gorzej. Klub opuszczali kolejni zawodnicy i tym samym klub z Piły się osłabiał, zaś pieniądze tracił na nieudanych transferach w 2002 roku. W sezonach 2001 i 2002 Polonia Piła zajmowała odpowiednio 5. i 6. miejsce.
Zdecydowany kryzys nastąpił w 2003 roku kiedy to pilanie spadli z Ekstraligi. Klub nie przystąpił do rozgrywek do I ligi w sezonie 2004 z powodów finansowych.
Przed sezonem 2004 powołano Pilski Klub Żużlowy Polonia Piła, który przystąpił do rozgrywek II ligi.

## Sezony
| Sezon | Rozgrywki ligowe | Rozgrywki ligowe | Rozgrywki ligowe |
| Sezon | Liga             | Liga             | Miejsce          |
| ----- | ---------------- | ---------------- | ---------------- |
| 1993  | II               | II liga          | 3/10             |
| 1994  | II               | II liga          | 1/10             |
| 1995  | I                | I liga           | 4/10             |
| 1996  | I                | I liga           | 3/10             |
| 1997  | I                | I liga           | 3/10             |
| 1998  | I                | I liga           | 2/10             |
| 1999  | I                | I liga           | 1/10             |
| 2000  | I                | Ekstraliga       | 2/8              |
| 2001  | I                | Ekstraliga       | 5/8              |
| 2002  | I                | Ekstraliga       | 6/8              |
| 2003  | I                | Ekstraliga       | 8/8              |

| Poziom ligowy | Liczba sezonów | Sezony    |
| ------------- | -------------- | --------- |
| I             | 9              | 1995–2003 |
| II            | 2              | 1993–1994 |

## Osiągnięcia

### Krajowe
Poniższe zestawienia obejmują osiągnięcia klubu oraz indywidualne osiągnięcia zawodników w rozgrywkach pod egidą PZM oraz GKSŻ.

#### Mistrzostwa Polski
Drużynowe mistrzostwa Polski
- 1. miejsce (1): 1999
- 2. miejsce (2): 1998, 2000
- 3. miejsce (2): 1996, 1997

Młodzieżowe drużynowe mistrzostwa Polski
- 1. miejsce (1): 2003
- 2. miejsce (6): 1995, 1997, 1998, 1999, 2001, 2002

Młodzieżowe mistrzostwa Polski par klubowych
- 1. miejsce (4): 1995, 1998, 2000, 2002
- 2. miejsce (2): 1996, 1997
- 3. miejsce (1): 2003

Indywidualne mistrzostwa Polski
- 1. miejsce (1):
  - 2000 – Jacek Gollob
- 2. miejsce (1):
  - 2000 – Jarosław Hampel
- 3. miejsce (1):
  - 1995 – Rafał Dobrucki

Młodzieżowe indywidualne mistrzostwa Polski
- 1. miejsce (2):
  - 1995 – Rafał Dobrucki
  - 2001 – Jarosław Hampel
- 2. miejsce (3):
  - 1996 – Rafał Dobrucki
  - 1998 – Krzysztof Pecyna
  - 2002 – Jarosław Hampel
- 3. miejsce (3):
  - 1994 – Rafał Dobrucki
  - 1997 – Rafał Dobrucki
  - 2000 – Jarosław Hampel

#### Pozostałe
Złoty Kask
- 2. miejsce (1):
  - 1998 – Rafał Dobrucki
- 3. miejsce (1):
  - 1999 – Rafał Dobrucki

Srebrny Kask
- 1. miejsce (6):
  - 1995 – Rafał Dobrucki
  - 1997 – Rafał Dobrucki
  - 1998 – Rafał Okoniewski
  - 1999 – Mariusz Franków
  - 2000 – Jarosław Hampel
  - 2003 – Robert Miśkowiak
- 2. miejsce (2):
  - 1997 – Rafał Okoniewski
  - 2001 – Jarosław Hampel
- 3. miejsce (3):
  - 1995 – Waldemar Walczak
  - 1996 – Rafał Dobrucki
  - 2003 – Tomasz Gapiński

Brązowy Kask
- 1. miejsce (3):
  - 1995 – Rafał Dobrucki
  - 1997 – Rafał Okoniewski
  - 1998 – Rafał Okoniewski
- 2. miejsce (2):
  - 1994 – Rafał Dobrucki
  - 2001 – Robert Miśkowiak
- 3. miejsce (2):
  - 1993 – Rafał Dobrucki
  - 1997 – Mariusz Franków

### Międzynarodowe
Poniższe zestawienia obejmują osiągnięcia klubu oraz indywidualne osiągnięcia zawodników krajowych (w zawodach drużynowych, par i indywidualnych) i zagranicznych (w zawodach indywidualnych) w rozgrywkach pod egidą FIM oraz FIM Europe.

#### Mistrzostwa świata
Indywidualne mistrzostwa świata
- 1. miejsce (1):
  - 1995 –  Hans Nielsen
- 2. miejsce (3):
  - 1994 –  Hans Nielsen
  - 1996 –  Hans Nielsen
  - 2002 –  Jason Crump
- 3. miejsce (1):
  - 1999 –  Hans Nielsen

Indywidualne mistrzostwa świata juniorów
- 1. miejsce (1):
  - 1999 –  Lee Richardson
- 2. miejsce (1):
  - 1997 –  Rafał Dobrucki
- 3. miejsce (1):
  - 2000 –  Jarosław Hampel

#### Mistrzostwa Europy
Indywidualne mistrzostwa Europy juniorów
- 1. miejsce (1):
  - 1998 –  Rafał Okoniewski
- 3. miejsce (1):
  - 1999 –  Jarosław Hampel

#### Pozostałe
Klubowy Puchar Europy
- 1. miejsce (1): 2000